# Príncipes del Yen
Príncipes del yen es un libro del economista alemán Richard Werner.
El libro fue publicado en 2003 por la editorial Routledge y fue un éxito de ventas en Japón.

## Contenido
El libro es una investigación  de las fuerzas macroeconómicas impulsoras detrás de la llamada Década perdida, cuando la economía japonesa afrontó un periodo de crisis y recesión después de haber sido testigo de varias décadas consecutivas de fortísimo crecimiento. 

## Adaptaciones
El libro también debe su popularidad a un documental muy apreciado del mismo nombre escrito y dirigido por Michael Oswald y publicado por Spider's Web Films. El documental en sí ha obtenido millones de visitas en YouTube y otros sitios web de redes sociales.